# Liu-bo
Le liu-bo est un art martial italien, qui a ses origines en Sicile.

## Origines
L'ancien art de la paranza, cela est de maniement du bâton afin d'attaquer ou afin de se défendre, en Sicile était donné des pères aux fils durant des siècles. Beaucoup de bergers étaient des maîtres de cette discipline, et souvent ils ont été provoqués en duel afin de résoudre des problèmes d'honneur. En dernières années les règles ont été codifiées et ce sport est devenu à la mode et a été reconnu par le CSEN (Centre Sportif Éducatif National).

## Le bâton
Le bâton est fait du bois d'olive, d'arbre orange amer, ou de sorbe. Comme la base de beaucoup des diverses techniques, il est employé étant tenu dans une ou dans deux mains.